# Demjata
Demjata – wieś (obec) na Słowacji położona w kraju preszowskim, w powiecie Preszów. Pierwsze wzmianki o miejscowości pochodzą z roku 1330. 

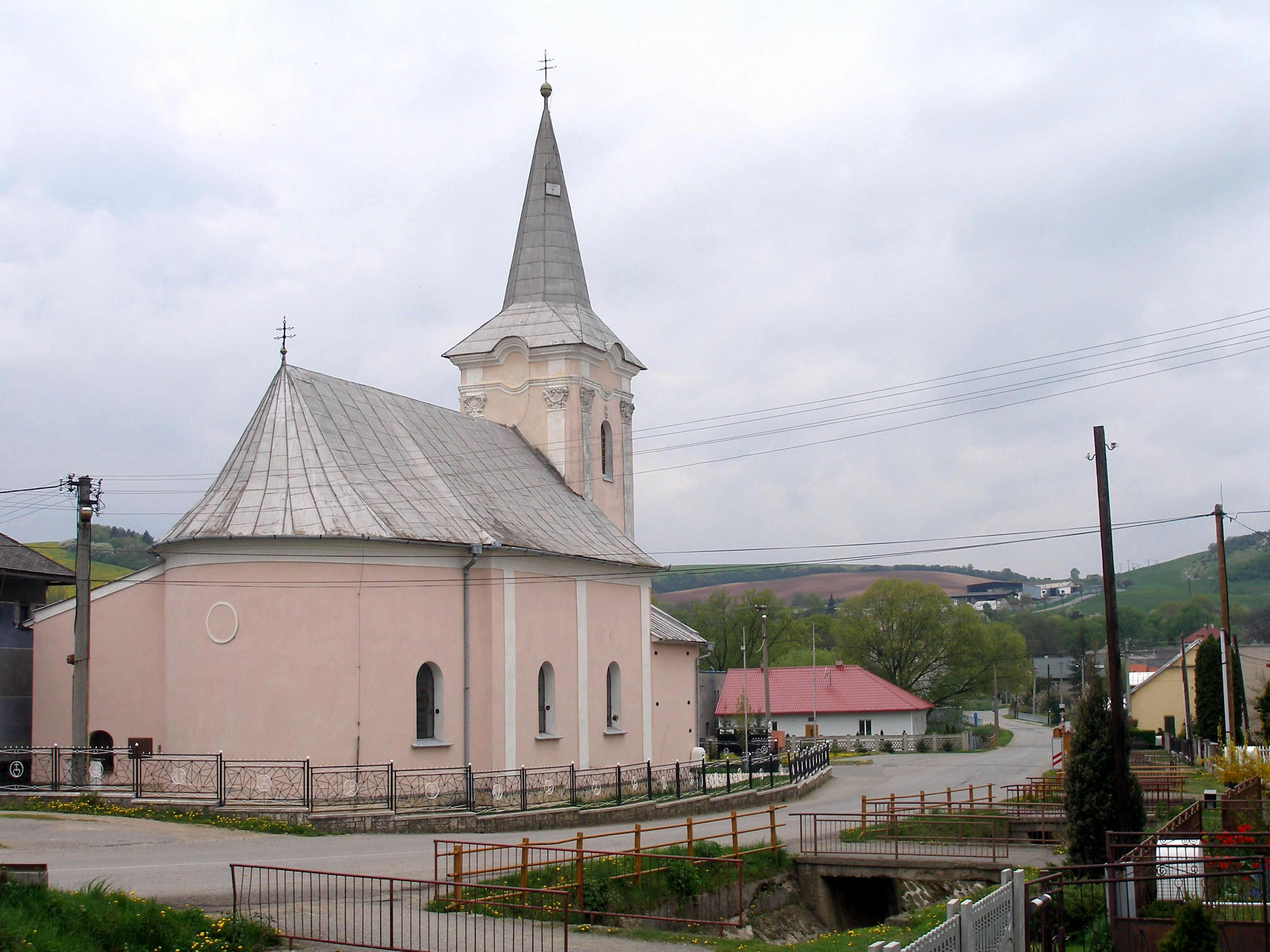
Kościół we wsi Demjata

Według danych z dnia 31 grudnia 2010, wieś zamieszkiwało 1 102 osób, w tym 554 kobiet i 548 mężczyzn.
W 2001 roku rozkład populacji względem narodowości i przynależności etnicznej wyglądał następująco:
- Słowacy – 99,72%
- Czesi – 0,09%
- Rusini – 0,19%

Ze względu na wyznawaną religię struktura mieszkańców kształtowała się w 2001 roku następująco:
- Katolicy rzymscy – 96,80%
- Grekokatolicy – 2,17%
- Ewangelicy – 0,09%
- Ateiści – 0,38%
- Nie podano – 0,09%